# 교보악사자산운용
교보악사자산운용은 1988년 7월에 설립된 대한민국의 자산운용사로 교보생명보험과 프랑스 AXA GROUP의 합작 자산운용사이다.

## 연혁
- 1988.07 '교보투자자문' 설립
- 1996.07 '교보투자신탁운용'으로 사명 변경
- 2008.08 교보생명보험과 프랑스 AXA그룹과의 50:50 합자회사로 변경하면서 '교보AXA자산운용'으로 사명 변경

## 주요주주
- 교보생명보험 50%
- AXA Investment Managers 50%

## 주요펀드
- 교보악사 파워인덱스 증권투자신탁
- 교보악사 코어 증권자투자신탁
- 교보악사 파워K100 증권상장지수투자신탁(ETF)(종목코드: 한국: 140950)
- 교보악사 Tomorrow 장기우량증권투자신탁K-1호(채권)
- 교보악사 프라임 법인 MMF J-1호